# スネーク・フライト
『スネーク・フライト』（Snakes on a Plane）は、2006年のアメリカ合衆国のパニック映画。監督はデヴィッド・R・エリス、主演はサミュエル・L・ジャクソン。

## ストーリー
FBI捜査官ネヴィル・フリンは、ハワイで発生した殺人事件の目撃者であり重要証人であるショーン・ジョーンズの護衛任務を命じられ、彼を無事に裁判に出廷させるべくロサンゼルス行きの飛行機に共に搭乗した。
だが殺人事件の首謀者である大物ギャングのエディ・キムは、ショーンの口を封ずるべく手下たちに指令を出し飛行機に積み荷として大量の毒蛇が入った箱を持ち込ませていた。
離陸後時限装置が発動し、壊れた箱の中から興奮剤で凶暴化したあらゆる種類の毒蛇が放たれた。恐怖と混乱の中、ネヴィルと乗客たちの命がけの激闘が始まる。

## キャスト
※括弧内は日本語吹替
- ネヴィル・フリン: サミュエル・L・ジャクソン（内海賢二） - FBI捜査官。ショーンの護衛の任務に就く。
- クレア・ミラー: ジュリアナ・マルグリーズ（野沢由香里） - キャビンアテンダント。
- ショーン・ジョーンズ: ネイサン・フィリップス（竹若拓磨） - 裁判の重要証人。ハワイ住みの青年。
- ハンク・ハリス: ボビー・カナヴェイル（高橋圭一） - FBI捜査官。
- スリー・G: フレックス・アレクサンダー（小山力也） - 飛行機の乗客。潔癖症の人気ラッパー。
- スティーヴン・プライス博士: トッド・ルイーソ（谷口節） - 毒蛇の専門家。
- ティファニー: サニー・メイブリー（魏涼子） - キャビンアテンダント。
- トロイ: キーナン・トンプソン（高木渉） - 飛行機の乗客。スリー・Gのボディガード。
- メルセデス: レイチェル・ブランチャード（冬馬由美） - 飛行機の乗客。チワワを連れた若い女性。
- グレース: リン・シェイ（小宮和枝） - キャビンアテンダント。
- リック: デヴィッド・ケックナー - 飛行機の副操縦士。
- マリア: エルサ・パタキー（黒崎雅） - 飛行機の乗客。赤ん坊を連れた女性。
- ビッグ・ルロイ: キース・"ブラックマン"・ダラス - 飛行機の乗客。スリー・Gのボディガード。
- ケン: ブルース・ジェームズ - キャビンアテンダント。
- ポール: ジェラルド・プランケット（中村浩太郎） - 飛行機の乗客。横柄なビジネスマン。
- エディ・キム: バイロン・ローソン - 中国系の大物ギャング。自分がおかした犯罪の目撃者のショーンを消そうとする。
- サム・マキーオン: トム・バトラー - 飛行機の機長。
- カイル: テイラー・キッチュ - 飛行機の乗客。ケリーの恋人。
- ケリー: サマンサ・マクロード - 飛行機の乗客。カイルの恋人。

## スタッフ
- 監督: デヴィッド・R・エリス
- 脚本: セバスチャン・グティエレス、ジョン・ヘファーナン
- 原案: ジョン・ヘファーナン、デヴィッド・ダレッサンドロ
- 製作: クレイグ・ベレンソン、ドン・グレンジャー、ゲイリー・レヴィンソン
- 製作総指揮: ストークリー・チャフィン、トビー・エメリッヒ、ペニー・フィンケルマン・コックス、マイケル・フォトレル、ジャスティス・グリーン、ジェフ・カッツ、サンドラ・ラビンス、ジョージ・ワウド
- 撮影監督: アダム・グリーンバーグ
- 美術: ジェームズ・ヒンクル
- 編集: ハワード・E・スミス
- アソシエイトプロデューサー: ジェフ・カッツ、トウニー・エリス、ヘザー・ミーハン
- 視覚効果スーパーバイザー: エリック・ヘンリー
- VFX: ハイドラックス
- 衣装: カレン・マシューズ
- 音楽: トレヴァー・ラビン
- キャスティング: ミンディ・マリン
- キャスティング (カナダ): コリーン・メイヤズ、ヘイケ・ブランドステイター